# Sica Sica

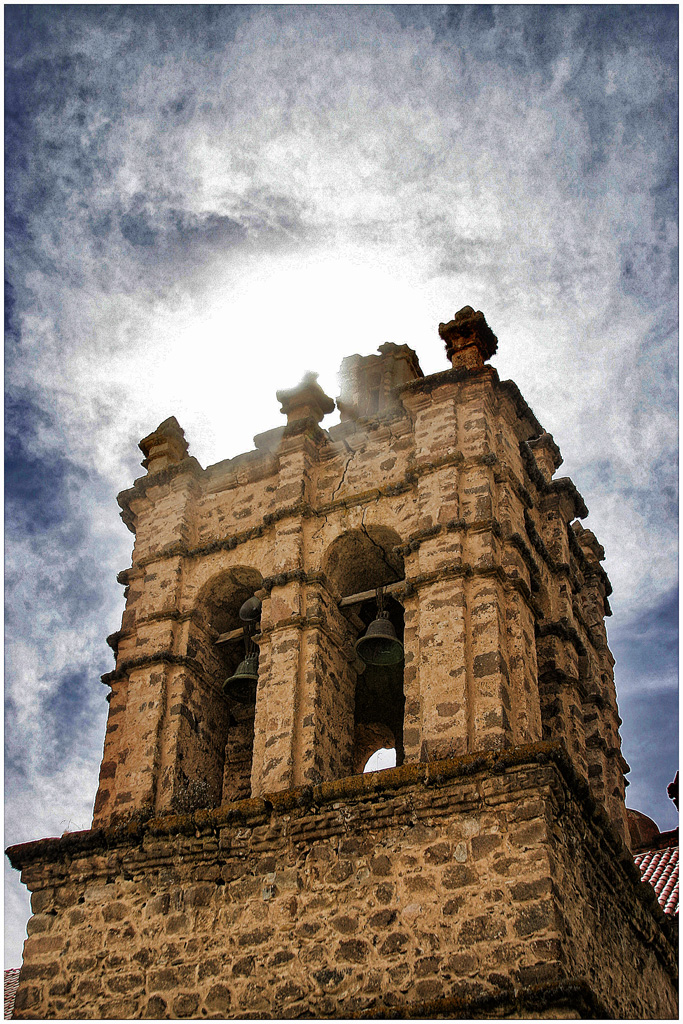
Katedra w Sica Sica

Sica Sica – miasto w Boliwii, w departamencie La Paz, w prowincji Aroma.